# Selección de fútbol de Tuvalu
La selección de fútbol de Tuvalu es el equipo representativo de este país en las competiciones oficiales. Su organización está a cargo de la Asociación Nacional de Fútbol de Tuvalu, miembro asociado de la OFC, ya que no pertenece a la FIFA. 
Ha participado en varias ediciones de los Juegos del Pacífico (antes conocidos como Juegos del Pacífico Sur), donde demostró estar al nivel de las selecciones más débiles de la Confederación de Fútbol de Oceanía.

## Historia

### Comienzos
La historia del seleccionado tuvaluano comenzó en los Juegos del Pacífico Sur 1979, en el cual el combinado de fútbol presentó una escuadra totalmente amateur con algunos jugadores que nunca habían jugado un partido de fútbol oficial en su vida. El comienzo no fue el mejor, un aplastante 18-0 en contra frente a la selección que luego conquistaría la medalla dorada, Tahití que parecía acabar con los sueños de la selección del pequeño país de alcanzar los cuartos de final, pero el segundo y último partido contra Tonga finalizó 5-3 a favor de Tuvalu y los depositó en los cuartos de final. En la siguiente fase, Nueva Caledonia fue el rival a superar para intentar lograr algo histórico, aunque nada de eso se dio y la colectividad de ultramar francés ganó 11-0.

### 2000-2009
Muchísimos años pasaron para que la selección disputara nuevamente un encuentro. En 2003, jugó un amistoso contra Fiyi, como motivo de preparación para los Juegos del Pacífico Sur de ese año, a la selección fiyiana no le fue muy difícil batir a Tuvalu y terminó venciendo 9-0. El grupo que debía afrontar el combinado aún amateur en los Juegos era realmente duro, con selecciones como Fiyi, las Islas Salomón y Vanuatu que son de los mejores equipos de Oceanía. La primera fecha, frente a Kiribati con victoria tuvaluana por 3-2 abrió la esperanza de una clasificación histórica, pero dos derrotas 4-0 (frente a Fiyi y las Islas Salomón) y una ajustada derrota 1-0 contra Vanuatu eliminaron a Tuvalu.
Tuvalu finalmente se adhirió a la OFC en 2006 como miembro asociado, por no pertenecer a la FIFA.
En 2007 se disputarán los Juegos del Pacífico Sur 2007 que serían utilizados como eliminatorias para la Copa de las Naciones de la OFC 2008, que a su vez se usarían como clasificatorios para el Mundial de Sudáfrica 2010. Debido a esto, la FIFA le exigió a la OFC que los competidores en los Juegos fueran solamente miembros plenos. Pero Papúa Nueva Guinea claudicó a su plaza y la Asociación de Fútbol de Tuvalu mostró instantáneamente su interés en reemplazar al seleccionado papú ya que la División-A ya había sido creada y estaba en juego. La Confederación de Fútbol de Oceanía dio señal positiva a la propuesta y la selección afrontó nuevamente una edición de los Juegos del Pacífico Sur. La participación tuvaluana en estos Juegos fue unas de las mejores de su historia futbolística al lograr empatar 1-1 con Tahití una selección futbolísticamente superior y ser derrotados por un mínimo 1-0 con Nueva Caledonia también muy superior, sin embargo perdió sus dos partidos restantes ante Islas Cook por 4-1 y un abulto 16-0 ante Fiyi.

### 2010-
Una racha de cuatro años sin disputar partidos fue cortada en 2011 cuando Samoa se mostró interesado en jugar contra Tuvalu (que contaba con el neerlandés Foppe de Haan como DT) como preparación para los Juegos del Pacífico de ese año, esta vez la victoria fue para el seleccionado tuvaluano, que ganó 3-0. Esto daba señal de que el nivel futbolístico local había crecido, ahora los jugadores se acercaban más a un semi- profesionalismo que a un amateurismo. La liga local estaba creciendo y se disputaba de manera continua, además con la creación de la División-B y la División-C la cantidad de clubes estaba en constante crecimiento. En el segundo partido obtuvo una victoria récord de 4-0 sobre Samoa Americana en el primer partido de su campaña en los Juegos del Pacífico de 2011. El tercer partido no fue tan exitoso cayendo 5-1 ante Vanuatu para después perder 8-0 ante Nueva Caledonia, y 6-1 ante las Islas Salomón. Aun así la selección de Tuvalu logró empatar sorpresivamente ante Guam 1-1 terminando el torneo con cuatro puntos de ventaja y en cuarta posición dentro el grupo. Tras la eliminación de Tuvalu, Foppe De Haan dejó su puesto después para reincorporarse al programa juvenil.
En los Mini Juegos del Pacífico 2017 tuvo una destacada participación al vencer a Nueva Caledonia por 2-1 una selección futbolísticamente superior a Tuvalu con respecto a ediciones anteriores de los Juegos del Pacífico y máximo ganador de la medalla de oro de los Juegos del Pacífico. También obtuvo una segunda victoria ante Tonga por 4-3 logrando 6 puntos y el cuarto lugar de aquellos Juegos del Pacífico por encima de la destacada Nueva Caledonia, aun así perdió sus partidos restantes  6-0 ante Islas Salomón, 8-0 ante Fiyi y un contundente 10-0 con Vanuatu ganador de la medalla de oro de aquella edición.
A pesar de aquel gran rendimiento mostrado en 2017, un abrupto escenario se escenificó en los Juegos del Pacífico 2019 al lograr un pobre empate 1-1 ante Samoa Americana y perder sus restantes partidos por abultos marcadores de 13-0 ante Islas Salomón, 11-0 con Nueva Caledonia, 10-1 con Fiyi y 7-0 con Tahití siendo una sus peores participación en los Juegos del Pacífico.

## Estadísticas

### Copa de las Naciones de la OFC
| Copa de las Naciones de la OFC | Copa de las Naciones de la OFC | Copa de las Naciones de la OFC | Copa de las Naciones de la OFC | Copa de las Naciones de la OFC | Copa de las Naciones de la OFC | Copa de las Naciones de la OFC | Copa de las Naciones de la OFC |
| Año                            | Ronda                          | J                              | G                              | E                              | P                              | GF                             | GC                             |
| ------------------------------ | ------------------------------ | ------------------------------ | ------------------------------ | ------------------------------ | ------------------------------ | ------------------------------ | ------------------------------ |
| 1973                           | No existía la selección        | No existía la selección        | No existía la selección        | No existía la selección        | No existía la selección        | No existía la selección        | No existía la selección        |
| 1980                           | No participó                   | No participó                   | No participó                   | No participó                   | No participó                   | No participó                   | No participó                   |
| 1996                           | No participó                   | No participó                   | No participó                   | No participó                   | No participó                   | No participó                   | No participó                   |
| 1998                           | No participó                   | No participó                   | No participó                   | No participó                   | No participó                   | No participó                   | No participó                   |
| 2000                           | No participó                   | No participó                   | No participó                   | No participó                   | No participó                   | No participó                   | No participó                   |
| 2002                           | No participó                   | No participó                   | No participó                   | No participó                   | No participó                   | No participó                   | No participó                   |
| 2004                           | No participó                   | No participó                   | No participó                   | No participó                   | No participó                   | No participó                   | No participó                   |
| 2008                           | No clasificó                   | No clasificó                   | No clasificó                   | No clasificó                   | No clasificó                   | No clasificó                   | No clasificó                   |
| 2012                           | No participó                   | No participó                   | No participó                   | No participó                   | No participó                   | No participó                   | No participó                   |
| 2016                           | No participó                   | No participó                   | No participó                   | No participó                   | No participó                   | No participó                   | No participó                   |
| 2020                           | Cancelado                      | Cancelado                      | Cancelado                      | Cancelado                      | Cancelado                      | Cancelado                      | Cancelado                      |
| 2024                           | No participó                   | No participó                   | No participó                   | No participó                   | No participó                   | No participó                   | No participó                   |
| Total                          | 0/11                           | -                              | -                              | -                              | -                              | -                              | -                              |

### Fútbol en los Juegos del Pacífico
| Fútbol en los Juegos del Pacífico | Fútbol en los Juegos del Pacífico | Fútbol en los Juegos del Pacífico | Fútbol en los Juegos del Pacífico | Fútbol en los Juegos del Pacífico | Fútbol en los Juegos del Pacífico | Fútbol en los Juegos del Pacífico | Fútbol en los Juegos del Pacífico |
| Año                               | Ronda                             | J                                 | G                                 | E                                 | P                                 | GF                                | GC                                |
| --------------------------------- | --------------------------------- | --------------------------------- | --------------------------------- | --------------------------------- | --------------------------------- | --------------------------------- | --------------------------------- |
| 1963 - 1975                       | No existía la selección           | No existía la selección           | No existía la selección           | No existía la selección           | No existía la selección           | No existía la selección           | No existía la selección           |
| 1979                              | Cuartos de final                  | 5                                 | 1                                 | 1                                 | 3                                 | 10                                | 42                                |
| 1983                              | No participó                      | No participó                      | No participó                      | No participó                      | No participó                      | No participó                      | No participó                      |
| 1987                              | No participó                      | No participó                      | No participó                      | No participó                      | No participó                      | No participó                      | No participó                      |
| 1991                              | No participó                      | No participó                      | No participó                      | No participó                      | No participó                      | No participó                      | No participó                      |
| 1995                              | No participó                      | No participó                      | No participó                      | No participó                      | No participó                      | No participó                      | No participó                      |
| 2003                              | Primera ronda                     | 4                                 | 1                                 | 0                                 | 3                                 | 3                                 | 11                                |
| 2007                              | Primera ronda                     | 4                                 | 0                                 | 1                                 | 3                                 | 2                                 | 22                                |
| 2011                              | Primera ronda                     | 5                                 | 1                                 | 1                                 | 3                                 | 7                                 | 20                                |
| 2015                              | Disputado por selecciones sub-23  | Disputado por selecciones sub-23  | Disputado por selecciones sub-23  | Disputado por selecciones sub-23  | Disputado por selecciones sub-23  | Disputado por selecciones sub-23  | Disputado por selecciones sub-23  |
| 2019                              | Primera ronda                     | 5                                 | 0                                 | 0                                 | 5                                 | 2                                 | 42                                |
| 2023                              | Primera ronda                     | 4                                 | 2                                 | 0                                 | 2                                 | 8                                 | 10                                |
| Total                             | 6/16                              | 27                                | 5                                 | 3                                 | 19                                | 32                                | 147                               |

### Copa Mundial ConIFA
| Copa Mundial ConIFA | Copa Mundial ConIFA | Copa Mundial ConIFA | Copa Mundial ConIFA | Copa Mundial ConIFA | Copa Mundial ConIFA | Copa Mundial ConIFA | Copa Mundial ConIFA |
| Año                 | Ronda               | J                   | G                   | E                   | P                   | GF                  | GC                  |
| ------------------- | ------------------- | ------------------- | ------------------- | ------------------- | ------------------- | ------------------- | ------------------- |
| 2014                | No participó        | No participó        | No participó        | No participó        | No participó        | No participó        | No participó        |
| 2016                | No participó        | No participó        | No participó        | No participó        | No participó        | No participó        | No participó        |
| 2018                | Primera ronda       | 6                   | 1                   | 0                   | 5                   | 7                   | 24                  |
| Total               | 1/3                 | 6                   | 1                   | 0                   | 5                   | 7                   | 24                  |

## Últimos partidos y próximos encuentros
Actualizado al último partido jugado el 30 de noviembre de 2023
| Fecha      | Ciudad  | Local              | Resultado | Visitante      | Competición              |
| ---------- | ------- | ------------------ | --------- | -------------- | ------------------------ |
| 09-06-2018 | Bedfont | Tuvalu             | 6:1       | Islas Chagos   | Partido amistoso         |
| 08-07-2019 | Apia    | Islas Salomón      | 13:0      | Tuvalu         | Juegos del Pacífico 2019 |
| 10-07-2019 | Apia    | Tahití             | 7:0       | Tuvalu         | Juegos del Pacífico 2019 |
| 12-07-2019 | Apia    | Samoa Americana    | 1:1       | Tuvalu         | Juegos del Pacífico 2019 |
| 15-07-2019 | Apia    | Fiyi               | 10:1      | Tuvalu         | Juegos del Pacífico 2019 |
| 18-07-2019 | Apia    | Nueva Caledonia    | 11:0      | Tuvalu         | Juegos del Pacífico 2019 |
| 17-11-2023 | Honiara | Papúa Nueva Guinea | 3:0       | Tuvalu         | Juegos del Pacífico 2023 |
| 20-11-2023 | Honiara | Vanuatu            | 6:0       | Tuvalu         | Juegos del Pacífico 2023 |
| 27-11-2023 | Honiara | Tonga              | 0:4       | Tuvalu         | Juegos del Pacífico 2023 |
| 30-11-2023 | Honiara | Tuvalu             | 4:1       | Islas Marianas | Juegos del Pacífico 2023 |

## Entrenadores
- Tim Jerks (2003)[3]
- Toakai Puapua (2007)[4]
- Foppe de Haan (2011)[5][6]
- Leen Looijen (2013)[7]
- Lopati Taupili (2018)[8]
- Osamesa Mesako (2023–presente)[1]

## Uniformes anteriores
| 1979 Juegos del Pacífico | 2003 Local | 2007 Local | 2007 Visita | 2011 Local | 2017 Local | 2017 Visita | 2018 Local |

| 2018 Visita | 2023 Local |

Sources:

### Marca
| Kit lier | Period    |
| -------- | --------- |
| Masita   | 2007–2011 |
| Stingz   | 2018–2023 |